# تقوى

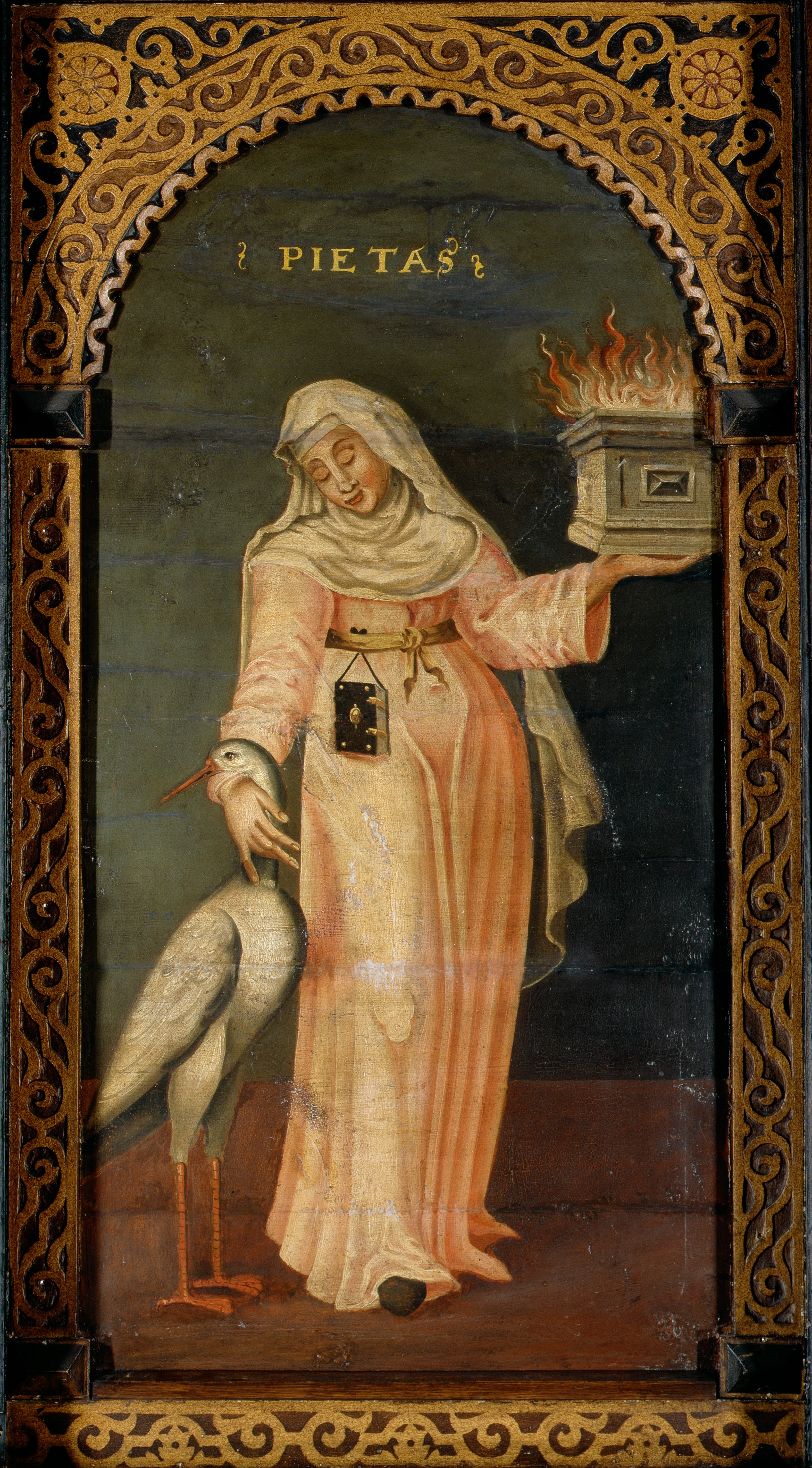
لوحة فنية بعنوان (تقوى) في معرض صور دولويتش

التقوى فضيلة تشمل التعبد الديني وكذلك الروحانية. الاحترام هو عنصر مشترك في معظم مفاهيم التقوى الذي يمكن التعبير عنه في سياق ديني من خلال أنشطة التقوى أو الولاء والتي تختلف حسب البلد والثقافة.

## علم أصول الكلمات
أصل كلمة التقوى هي الكلمة اللاتينية بيتاس (pietas) وهي الصيغة الاسمية لصفة بيوس (pius) والتي تعني ("تقي" أو "مطيع").

## التفسير الكلاسيكي
تعبر كلمة بيتاس في الاستخدام اللاتيني التقليدي عن فضيلة رومانية معقدة وذات قيمة عالية، فالرجل التقي هو ذلك الذي يحترم مسؤولياته تجاه الآلهة والوطن والآباء والأقارب. أو بمعنى أدق كانت الكلمة تستخدم للإشارة إلى الحب الذي يظهره الإبن لوالده. استخدم الشاعر الروامني فيرجيل وغيره من المؤلفين اللاتينيين كلمة "بيوس" غالبًا والتي تعني "تقي" للإشارة إلى إينياس، وهي صفة تدل على تقديس الآلهة والواجب العائلي.
فيما يتعلق بمسألة ما إذا كان الأطفال ملزمون بإعالة والديهم، يقتبس الراهب توما الأكويني من القيلسوف شيشرون قوله إن "التقوى تمنح كلاً من الواجب والاحترام، الواجب يشير إلى الخدمة، والاحترام يشير إلى للتوقير أو التكريم. في الديانة الكونفوشية يعتبر تقوى الوالدين أساس الأخلاق، كما يعتبر تبجيل الوالدين في التعاليم الصينية الفضيلة الرئيسية وأساس جميع العلاقات الإنسانية الصحيحة.